# Неон чорний
Неон чорний (Hyphessobrycon herbertaxelrodi) — прісноводна риба родини харацинових, що мешкає у річках та стоячих водоймах Південної Америки. Одна з популярних акваріумних риб. Описана у 1961 році доктором Жаком Гері.

## Загальна характеристика
Неон чорний належить до родини харацинових. Мешкає риба у річках з повільною течією і стоячих водоймах Бразилії, Парагваю та Болівії. Вперше була завезена до Європи у 1961 році, на території СРСР з'явилася двома роками пізніше.
Hyphessobrycon herbertaxelrodi має видовжене, невисоке та дещо сплюснуте з боків тіло. Забарвлення спинної частини — оливково-зелене, черевце має світлий колір. Тіло перетинають дві смуги, що розпочинаються від зябрових кришок та закінчуються хвостовим плавцем: верхня — більш вузька, блакитно-зеленого відтінку; нижня — ширша, чорного кольору з розмитим нижнім краєм. Хвостовий плавець неона має дволопатеву форму та є прозорим, або трохи жовтуватим за забарвленням, як і усі інші плавці, окрім спинного, що має жовтувато-червоний відтінок. Окрім того на тілі неона чорного присутній жировий плавець. Верхня половина райдужної оболонки ока риби червона.
Статевий диморфізм виражений у різних розмірах особин протилежної статі: самець стрункіший за самицю, а чорна смуга на тілі у збудженому стані (під час бійок) розповсюджується частково на анальний плавець та увесь хвіст риби; самиця, в свою чергу, більша та товща за самця, особливо у період нересту.

## Умови утримання
Неон чорний — невибаглива в утриманні рибка, що легко адаптується до нових умов. Не потребує великих акваріумів: ємності об'ємом 10-15 л для пари особин буде цілком достатньо. Обов'язковою умовою є наявність ґрунту та заднього фону темного кольору, а також численних укриттів. Рослини здебільшого густо розсаджують вздовж задньої та бокових стінок акваріума, лишаючи у центрі вільний простір для плавання. Найкраще для цього підходять усі види криптокорина, ехінодоруси, яванський мох та цейлонська папороть.
Hyphessobrycon herbertaxelrodi погано переносять яскраве освітлення, тому акваріум має знаходитися у затіненому місці з розсіяним неяскравим верхнім освітленням. Оптимальні параметри води для утримання чорних неонів: температура 23-25 °С, gH 5-10°, pH 6,8-7,0. Для кращого самопочуття риб слід встановити торф'яний фільтр або час від часу додавати фільтрат торфу. Заміну води слід проводити 1-2 рази на місяць, змінюючи при цьому не більше 20% об'єму акваріума. У разі активного випаровування воду слід періодично підливати.
Чорні неони — зграйні, рухливі та миролюбні рибки, що тримаються переважно у верхніх та середніх прошарках води. Для кращого ефекту їх слід тримати у кількості 10-15 особин, інакше забарвлення чорних неонів буде втрачати свою привабливість через непримітність на фоні інших риб. Максимальний розмір виду в акваріумах становить близько 4,5 сантиметрів.
Hyphessobrycon herbertaxelrodi вживають будь-яку їжу, призначену мешканцям акваріумів. Вони з задоволенням їдять як живий корм (дрібний мотиль, циклоп чи личинки комарів), так і спеціальні гранульовані чи пластинчаті сухі корми. Можуть тривалий час обходитися без їжі. Максимальний термін голодування неонів становить 3-4 тижні. У природному середовищі живляться комахами, що падають на поверхню води, та дрібними ракоподібними.

## Розмноження
Розведення чорного неона у акваріумі — складний процес. Рибки можуть нереститися у будь-який час протягом року, проте ідеальним періодом є літо, адже в природі в цей час можна знайти у водоймах вдосталь їжі. Акваріум для нересту має бути об'ємом не меншим за 15-20 літрів (з розрахунку на 1 самицю та 2-3 самців) з висотою водяного стовпа до 20 см. Вода має відповідати таким умовам: температура 24-25 °С, gH 2-12°, pH 6,3-6,6. Рослинний світ має бути представлений ретельно промитими криптокоріною та цейлонською папороттю. На дно кладуться івові корінчики. Акваріум для нересту має розташовуватися у місці, де він буде захищений від потрапляння сонячного світла з трьох боків. Для нересту відбирають самицю з товстим черевцем та активних самців, яких тиждень тримають роздільно, а за день до посадки у нерестовик перестають годувати. Ікрометання зазвичай розпочинається у ранковий час та триває протягом 1,5-2 годин. Самиця відкладає від 100 до 200 дрібних прозорих ікринок. Після цього дорослих риб видаляють з акваріума і затемнюють його з усіх боків. Інкубаційний період становить 1-2 доби. Через днів 5 можна ввімкнути у акваріумі легке освітлення та годувати мальків інфузоріями, коловертками тощо, додаючи згодом потроху рослинні корми. У віці трьох тижнів у маленьких неонів починають з'являтися характерні смуги на тілі, а ще два тижні потому вони стають остаточно сформованими дорослими особинами. Досить часто мальки неонів хворіють на «неонову хворобу», під час якої їх смуги тьмяніють, а згодом рибка помирає. Помітивши такого малька, його слід негайно відділити від інших, аби попередити їх зараження.

## Галерея

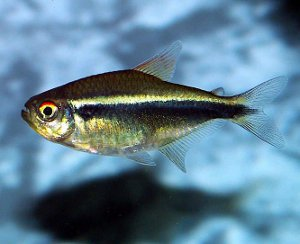
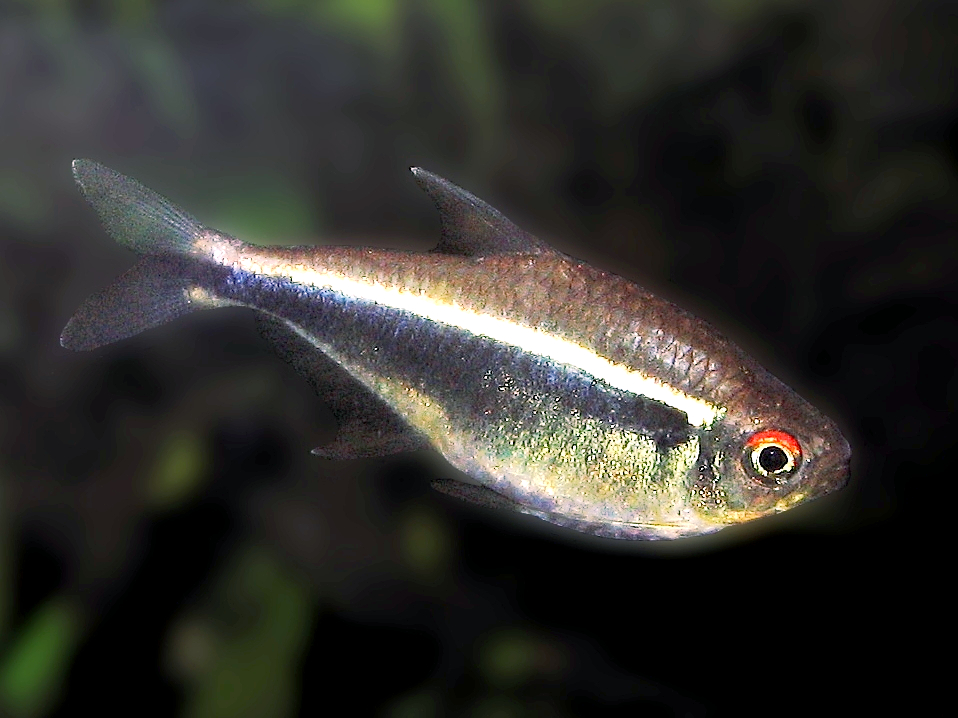
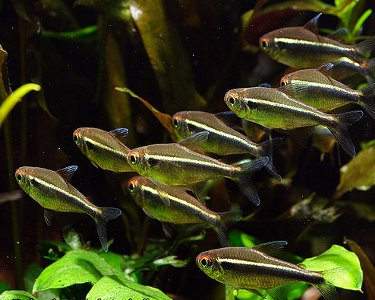
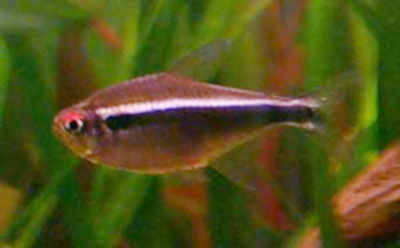
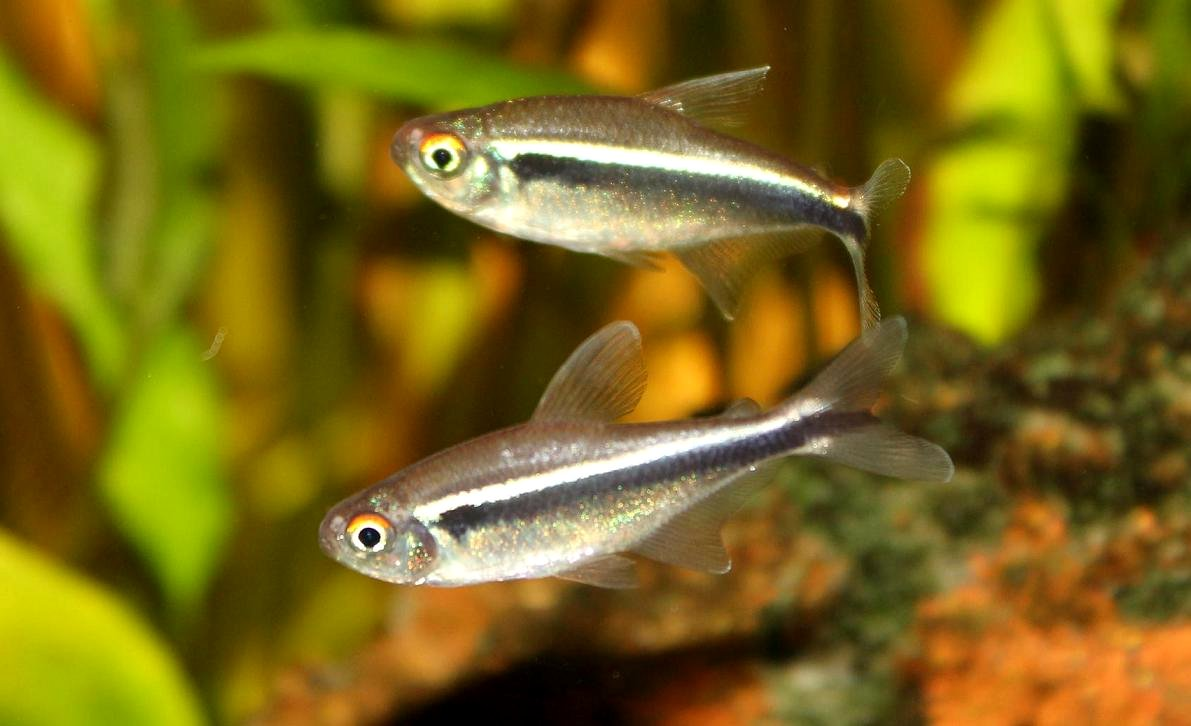
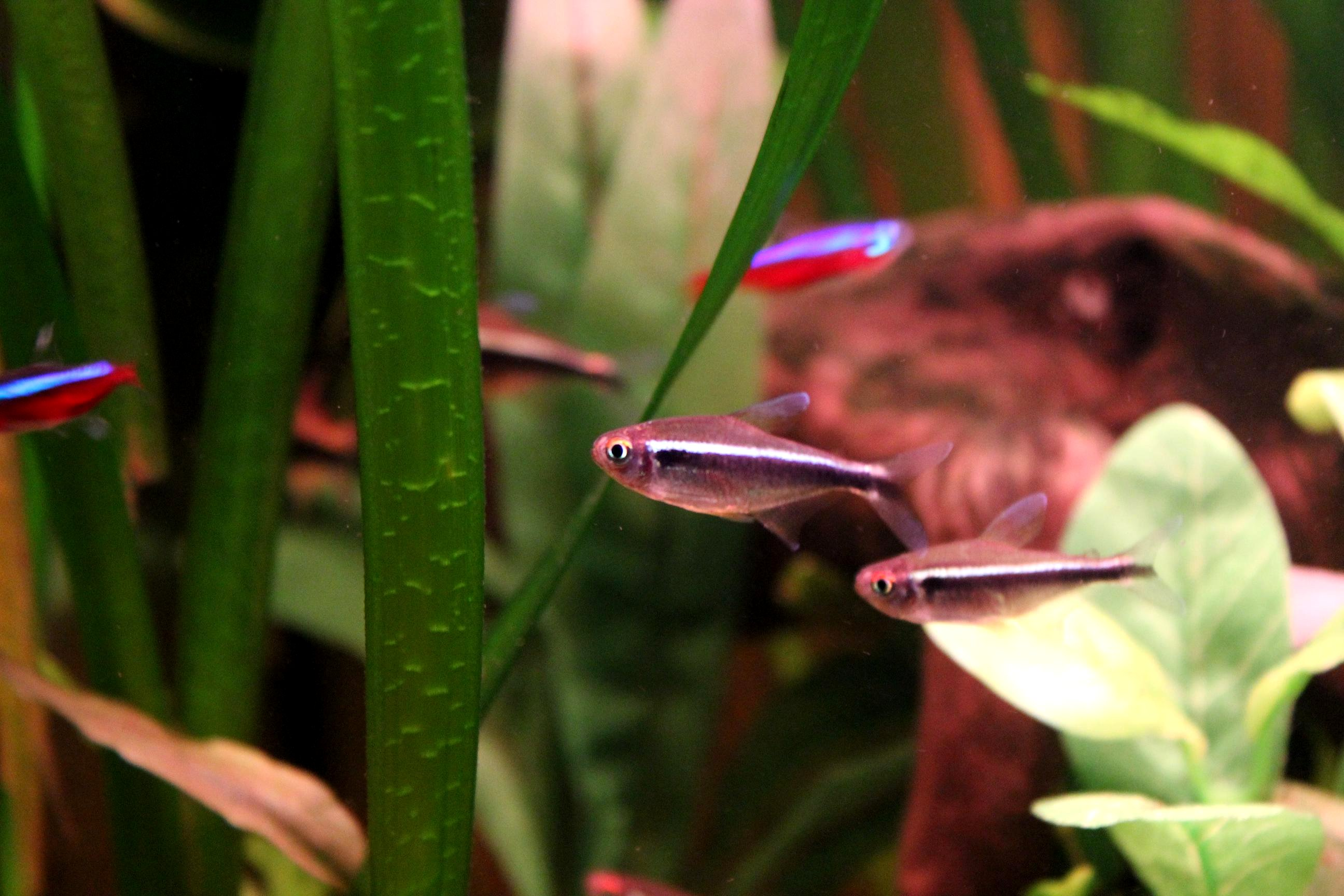